# Palazzo della Ragione, Padova
Palazzo della Ragione je srednjeveška tržna dvorana, mestna hiša in stavba sodne palače v Padovi, v Benečiji v Italiji. Zgornje nadstropje je bilo namenjeno mestni in pravosodni upravi; medtem ko v pritličju še vedno stoji zgodovinski trg mesta. Palača ločuje oba trga Piazza delle Erbe od Piazza dei Frutti. Popularno se imenuje il Salone ('velika dvorana').

## Opis
Stavba s svojo veliko dvorano v zgornjem nadstropju, od tod tudi ime il Salone, naj bi bila ena največjih srednjeveških dvoran, ki še vedno obstajajo; dvorana je skoraj pravokotna, dolga je 81,5 m, široka 27 m in visoka 24 m. Stene so prekrite z alegoričnimi freskami. Stavba stoji na lokih, zgornje nadstropje pa obdaja odprta loža, za razliko od tiste, ki obdaja baziliko Palladiana v Vicenzi, ki jo je resnično navdihnila padovska Palazzo della Ragione.
Gradnja palače se je začela leta 1172 in končal leta 1219. Leta 1306 je Fra Giovanni, avguštinec, zajel celoto z eno streho; prvotno so bile tri strehe, ki so se razprostirale nad tremi sobami, v katere je bila dvorana sprva razdeljena; notranje predelne stene so ostale do požara leta 1420, ko so jih odstranili beneški arhitekti, ki so se lotili restavriranja, vse tri prostore pa spremenili v eno in oblikovali sedanjo veliko dvorano. Za trenutno obliko je zaslužen Giovanni degli Eremitani, ki je med letoma 1306 in 1309 dvignil velik lesen obok z dvema kapama in dodal portik in lože, ki pokrivajo stopnice. Streha je bila obnovljena z macesnovimi rešetkami, brez osrednjih stebrov in prekrita s svinčenimi ploščami.
Do velike dvorane so dostopali po štirih stopniščih, ki so svoje ime prevzela po trgu, ki je potekal pred njimi: Scala degli Uccelli (Scala degli osei), Piazza delle Erbe, Scala del vino. V občinskem obdobju je bil zaprt prehod, ki je z majhne lože vodil do nasprotnega Palazzo delle Debite, sedeža pretorskih zaporov, namenjenih nastanitvi nesolventnih dolžnikov. Starodavno stavbo so porušili leta 1873 in jo nadomestili s sedanja palača, ki nosi isto ime, in jo je zasnoval Camillo Boito. Po drugi strani vzhodna povezava z mestno hišo, imenovano Volto della Corda, še vedno obstaja.
V pritličju 800 domuje tržna dvorana mesta in je verjetno najstarejša v Evropski uniji. Prvotno namenjena trgovini s široko izbiro hrane, oblačil, začimb in draguljev, je danes večinoma dejavna na področju hrane in pijač.
17. avgusta 1756 je močna nevihta pretresla veliko stavbo, uničila streho in jo odkrila. Bartolomeo Ferracina, urar in inženir Serenissime, najbolj znan po gradnji ure na Piazza San Marco v Benetkah in tudi avtor obnove paladijskega mostu v Bassanu del Grappa, je obnovil impozantno konstrukcijo. Po prenosu sodišča leta 1797 je bila dvorana odprta za velike ljudske sestanke, obletnice in zabave.

## Velika dvorana
Nov prostor sta osvežila Nicolò Miretto in Stefano da Ferrara, ki sta delala od leta 1425 do 1440. Nekatere freske prikazujejo astrološke teorije Pietra d'Abano, profesorja na Padovski univerzi v 13. stoletju. Ogromen lesen konj na zahodni strani dvorane je bil postavljen leta 1466 po vzoru Donatellovega konjeniškega kipa Gattamelata, ki stoji na Piazza del Santo in dve egipčanski sfingi, ki ju je v 19. stoletju prinesel Giovan Battista Belzoni. Na vzhodni strani je sodobna različica Foucaultovega nihala.
- Velika dvorana v Palazzo della Ragione
- Velika dvorana s freskami
- Portik